# Rackham (aktiebolag)
Rackham är ett franskt spelföretag som grundades 1997. Företaget ger ut figurspelen Confrontation och AT-43, samt rollspelet Cadwallon. Sedan juli 2005 är Rackham är listad under namnet MLRAC på Euronext-börsen i Paris.
Rackham har över 70 anställda som bland annat jobbar som designers, illustratörer, författare, skulptörer, målare och gjutare, och leds av Jean Bey. Företagets huvudprodukt är figurspelet Confrontation som har blivit översatt till fem språk och marknadsfört i 41 länder. Under 2006 publicerade Rackham rollspelet Cadwallon som utspelas i samma värld som Confrontation. Även science fiction-figurspelet AT-43 släpptes av företaget under 2006.